# 물칭개나물
물칭개나물(문화어: 물칭개꼬리풀)은 질경이과에 속하는 한해살이풀이거나 두해살이풀이다. 한반도에서는 제주도, 전라북도, 경기도, 황해도, 평안북도, 함경남도 물가의 습지에서 자란다.

## 생태
40-80cm 가량이다. 전체에 털이 없고, 줄기는 곧게 선다. 잎은 마주나고 윗부분의 잎은 긴 타원상 피침형, 끝이 뾰족하고, 가는 톱니가 있으며, 얇고, 잎자루가 없다. 줄기를 둘러싸며, 길이 4-10cm, 폭 1-3cm이다. 꽃은 줄기 위 잎겨드랑이에 총상꽃차례로 달리며, 꽃자루는 굽어서 위를 향하고, 길이 3mm 정도이다. 꽃받침은 4갈래로 깊게 갈라지고, 갈래는 긴 타원형으로 끝이 뾰족하며, 화관은 4갈래로 깊게 갈라진다. 지름 6-7mm, 흰색 바탕에 적자색 맥이 있다. 수술은 2개, 암술은 1개이다. 열매는 삭과로 둥근 모양이며 끝이 오목하게 들어가고, 지름은 3mm 정도이다.
물칭개나물보다 크고 꽃이 진한 것을 큰물칭개나물(Veronica anagallisaquatica L.)이라 한다.

## 참고 자료
- 송홍선·하정옥, 《인천하천 생물도감》(풀꽃나무, 2005)
- 고경식·김윤식, 《원색한국식물도감》(아카데미서적, 1988)
- 이동혁, 《오감으로 찾는 우리 풀꽃》(도서출판 이비컴, 2007) ISBN 978-89-89484-57-8